# Saoutchik
 (juin 2024).

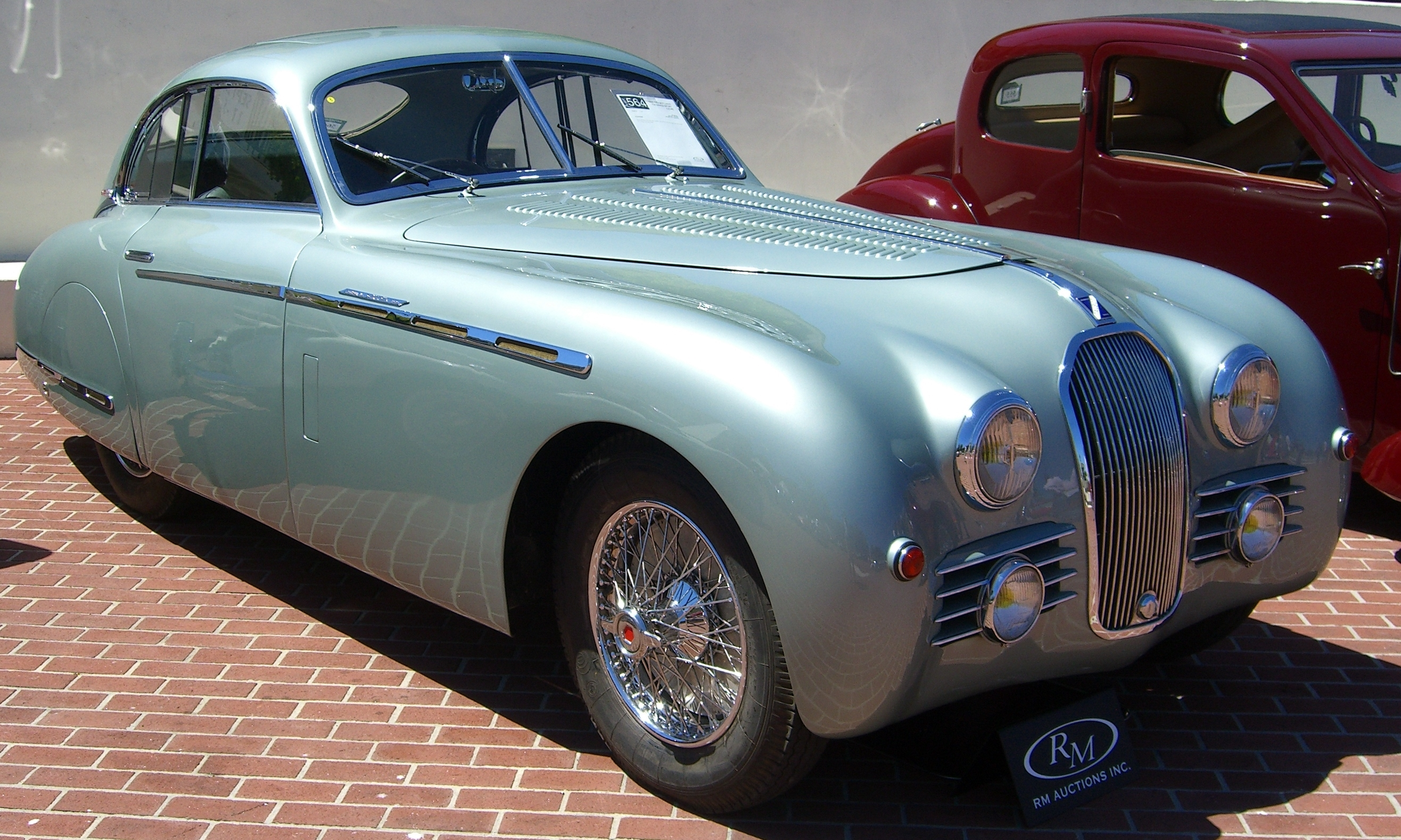
Talbot Lago T26 Grand Sport Coupé 1950 par Saoutchik

La société Saoutchik, établie en France en 1906 et située à Neuilly-sur-Seine près de Paris, était une entreprise renommée dans le domaine de la carrosserie. Elle a acquis une grande notoriété en France pendant les années 1920 et 1930. Aux côtés de Figoni et Falaschi ainsi que de Franay, elle est souvent citée comme l'un des principaux représentants du style « baroque » dans la conception des carrosseries françaises des décennies 1930 et 1940.

## Iakov Saoutchik
Iakov Saoutchik (1880-1957) naquit, selon diverses sources, soit en Ukraine, soit à Minsk (Biélorussie), territoires qui étaient alors intégrés à l'Empire russe. La famille émigra en France en 1899, où Iakov se forma en tant qu'ébéniste et exerça cette profession jusqu'en 1906.

## Histoire ancienne

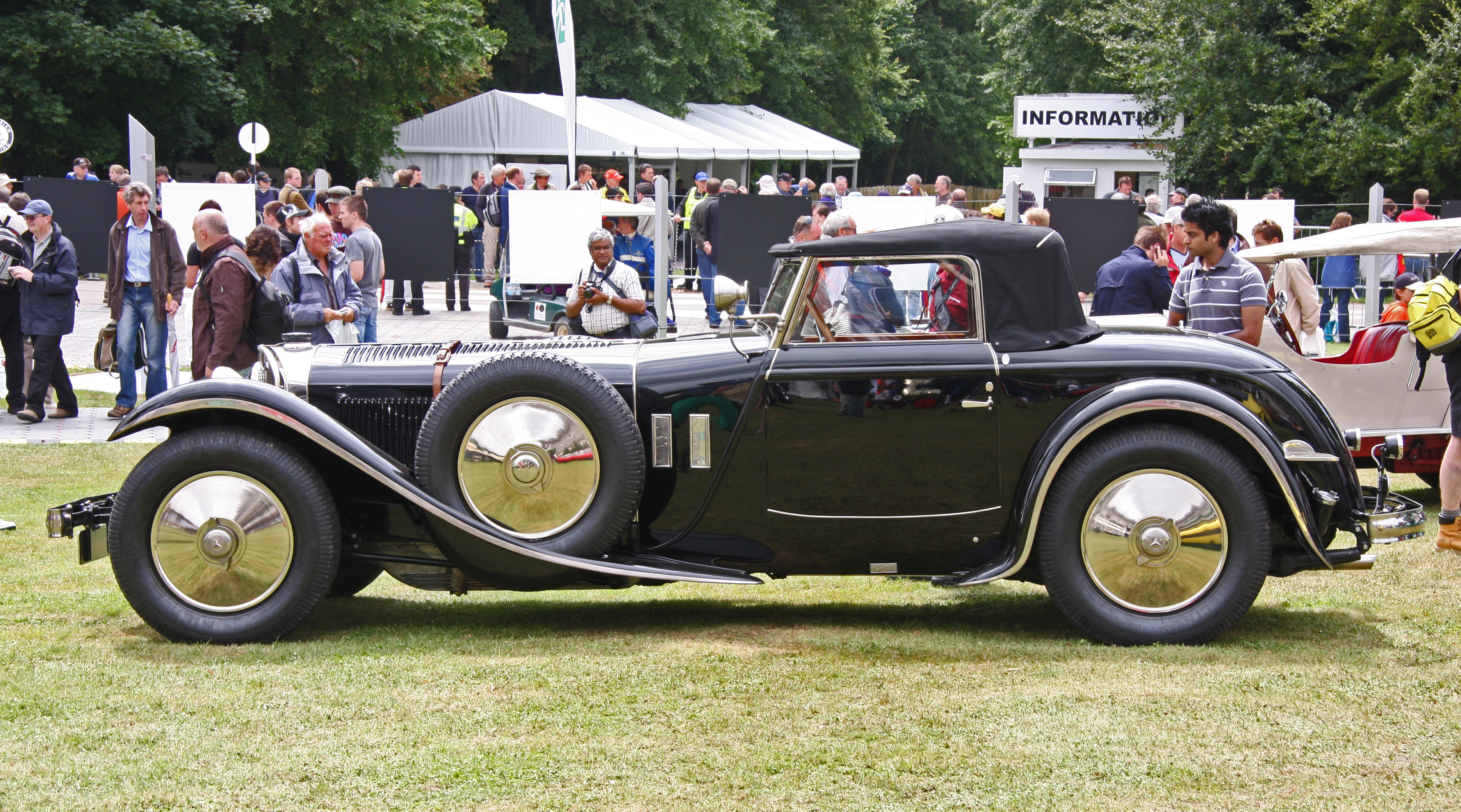
Mercedes-Benz 680S Torpedo Roadster de Saoutchik (1927)

En 1906, Saoutchik contracte mariage et se lance en tant que carrossier indépendant, rejoignant ainsi la minorité des artisans de la carrosserie qui ne sont pas liés à une entreprise de construction automobile spécifique. Son atelier est établi rue Dulud. Il semble que le premier véhicule qu'il ait carrossé soit une Isotta Fraschini, tandis que la plus ancienne voiture connue encore carrossée par Saoutchik est une Clément-Bayard 10CV de 1907. Son ambition est de devenir l'un des principaux fournisseurs de carrosseries personnalisées. Cette ambition est rapidement réalisée, le propulsant au premier plan de l'industrie de la carrosserie à l'échelle internationale. Il conserve cette position de leader jusqu'à ce que le déclin de la carrosserie personnalisée survienne après la Seconde Guerre mondiale.

## Histoire

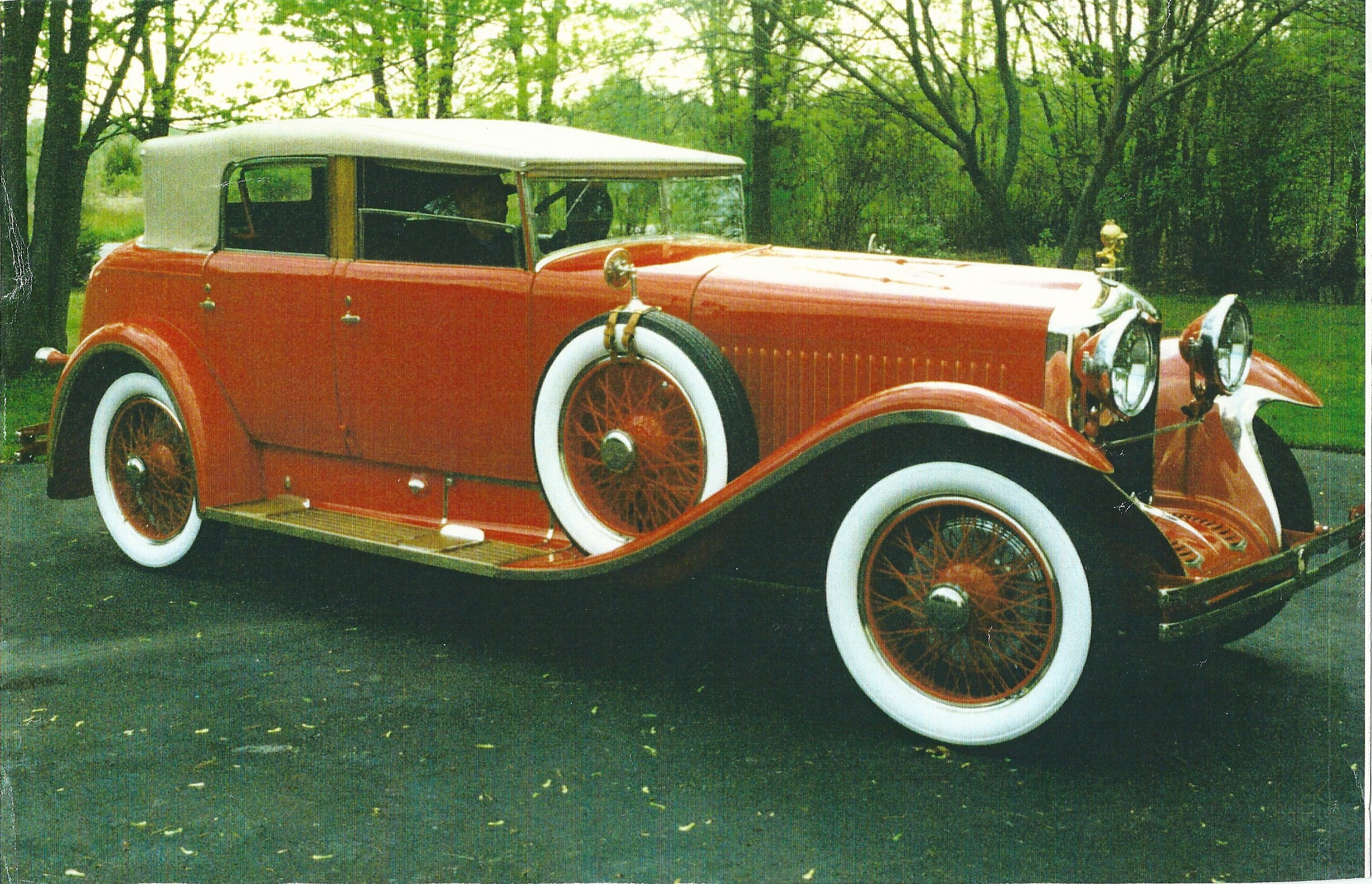
Minerve Type AK Berline Transformable par Saoutchik (1927)

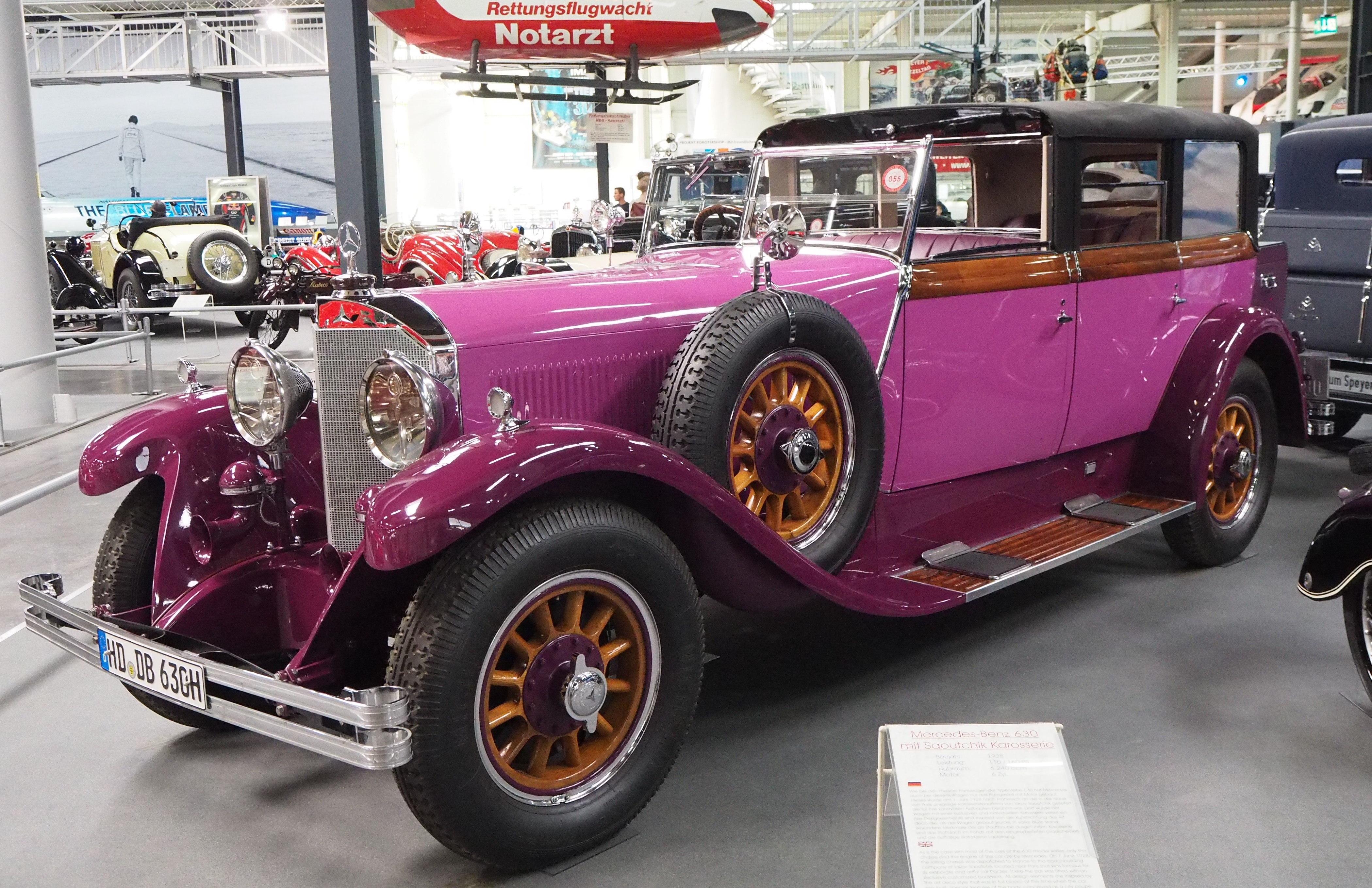
Mercedes-Benz 24/100/140cv Berline Transformable de Saoutchik (1928)

Saoutchik fut parmi les pionniers dans la fabrication de voitures transformables. Ces véhicules se caractérisent par leur grande taille et leur complexité, avec quatre portes et un toit entièrement ouvrant. Ils offrent une protection complète contre les intempéries grâce à des vitres latérales escamotables, ce qui les distingue des modèles torpille ou phaéton. Contrairement aux berlines cabriolets, ces voitures ne possèdent pas de cadres de vitres latérales fixes ni de barres de toit. Appelées "berlines convertibles" aux États-Unis, ces structures imposent des exigences particulières aux carrossiers en termes de stabilité, de rigidité et d'opérabilité de la capote.
Saoutchik était l'un des carrossiers les plus renommés en France durant les années 1920 et 1930. Pendant cette période, il créa plusieurs carrosseries pour les grands châssis Mercedes-Benz, incluant des modèles transformables et des roadsters appelés Torpedo breveté. Cherchant à obtenir une « magie visuelle », Saoutchik commença à souligner les lignes principales de ses créations avec des applications nickelées, puis chromées, et parfois en bois. Il construisit également des carrosseries pour des châssis Hispano-Suiza, Panhard & Levassor et Renault 40CV ; ces modèles étaient généralement plus conservateurs mais élégants.
Un autre modèle préservé de cette époque est une Rolls-Royce Phantom II (68 GN), que Saoutchik habilla très sobrement en Cabriolet de Ville en 1930. Ce véhicule, peint en noir, présente de discrètes décorations Art déco ; l'intérieur est orné de panneaux de brocart sur les portes arrière ainsi que de décorations et d'applications élaborées. Les clients de ces véhicules avaient tendance à préférer des carrossiers tels que Binder, Felber, Kellner, Million-Guiet, Hibbard & Darrin ou Fernandez & Darrin.
Par la suite, Saoutchik a également pris des risques en matière de design. Il fut parmi les premiers à introduire des carrosseries extrêmement basses. Au début des années 1930, ses créations ont attiré l'attention grâce à leur esthétique audacieuse, quoique légèrement plus fantaisistes que les structures conceptuellement similaires et formellement rigoureuses du constructeur Voisin contemporain.

### Bucciali "Flèche d'Or"

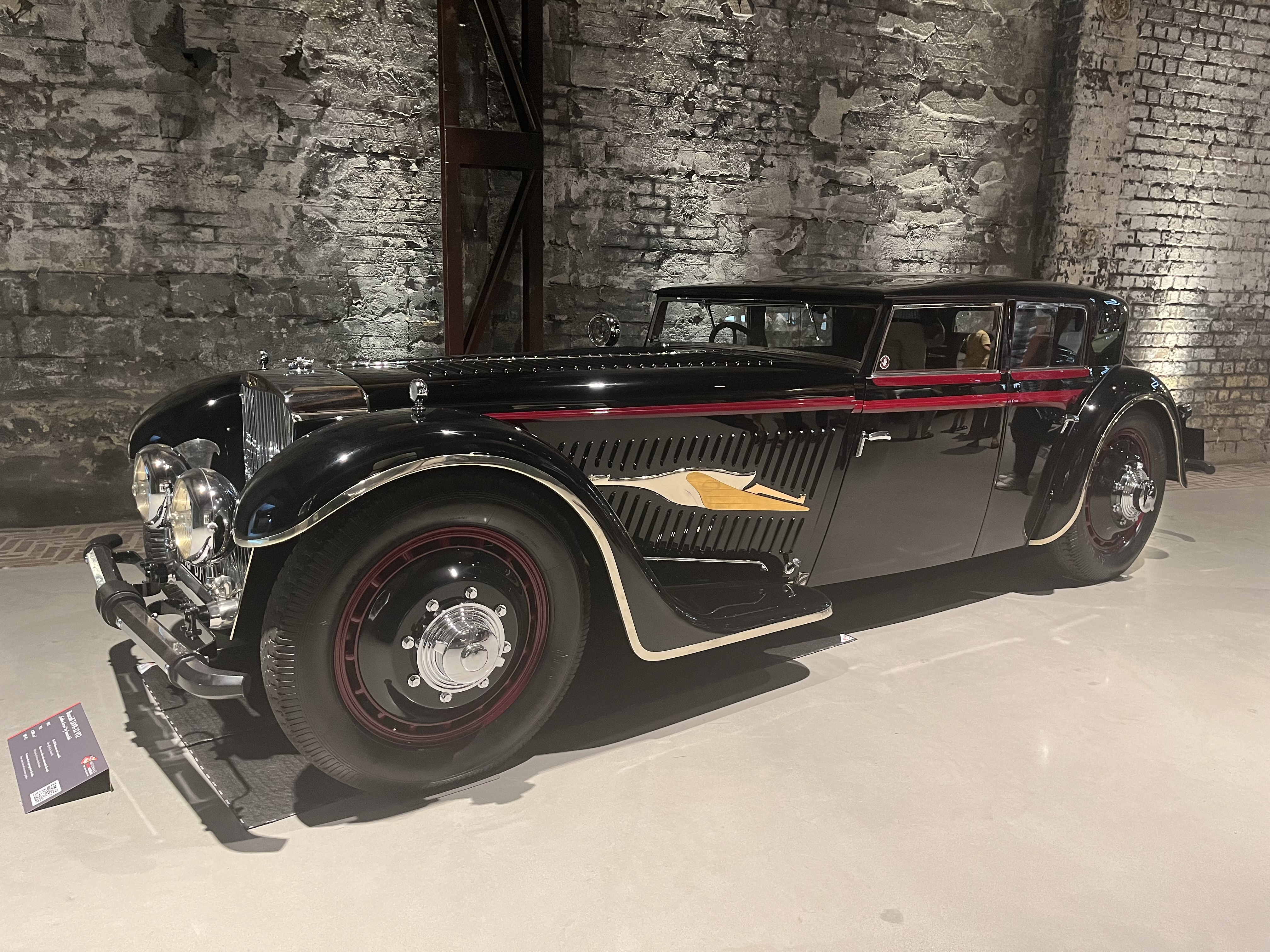
Bucciali TAV8-32 Berline "Flèche d'Or"

Un exemple extrême du style formellement strict et bas des années 1930 est la berline TAV 12 « Flèche d'Or », construite en 1932 sur un châssis Bucciali. Ce véhicule mesurait seulement 1,48 mètres de hauteur pour une longueur de 6,36 mètres. Cette configuration fut rendue possible grâce à la traction avant de la Bucciali, éliminant ainsi l'arbre de transmission, principale cause de la grande distance entre le plancher du véhicule et la route. Bucciali fut, avec Tracta, l'un des pionniers de ce concept dans les années 1920, mais le TAV8-32 (aussi appelé TAV12 en raison du moteur V12 à soupapes de Voisin de 4886 cm³, initialement commandé par le client) reste la plus grande voiture à traction avant construite à ce jour. Elle surpassait les américaines Cord L-29 (produites en série) et Ruxton, les deux autres automobiles à traction avant populaires de l'époque.
Le capot de la TAV 12 occupait près de la moitié de la longueur totale du véhicule. L'intention de créer une carrosserie ultra-basse était soutenue par de grandes roues, tandis que les fenêtres ressemblaient davantage à des fentes. Le véhicule était équipé d'ailes en forme de casque, ainsi nommées en raison de leur profil distinctif, et ne possédait pas de marchepieds. Afin de préserver les lignes de la carrosserie, les deux roues de secours étaient placées à l'arrière, bien que cela ait été reconnu comme dégradant la traction du véhicule. Sur les côtés, des ornements en forme de cigognes volantes s'étendaient sur toute la longueur du capot, contrastant fortement avec le formalisme strict du reste de la structure.
Les origines des dessins originaux de la Flèche d'Or peuvent être retracées jusqu'à Paul-Albert Bucciali,.

## Compétition avec Figoni Et Falaschi
Une compétition équitable s'est développée avec l'autre principal pionnier du style carrossier "baroque", Figoni et Falaschi. Les marques prédominantes étaient désormais Delahaye et Talbot-Lago, pour lesquelles Figoni & Falaschi ont également produit un grand nombre de carrosseries,,.
Cette compétition a profondément influencé la mode automobile et le développement de la carrosserie individuelle en France pendant plusieurs années, introduisant une tendance vers ce que Jacques Saoutchik qualifiait de "l'américanisation" en 1935. Les impacts de cette tendance étaient manifestes dans les véhicules produits par des entreprises telles que Renault, Mathis ou Rosengart. Toutefois, la réaction des carrossiers français a parfois conduit à des excès, caractérisés par des formes jugées aujourd'hui comme étant pompeuses et exagérées.
Durant cette période, des acteurs majeurs tels que Saoutchik et Figoni & Falaschi ont remporté de nombreux prix lors de Concours d'élégance grâce à leurs créations innovantes. Malgré les difficultés économiques rencontrées à l'époque, ces carrossiers ont maintenu leurs activités.

### Hispano-Suiza J12 et K6

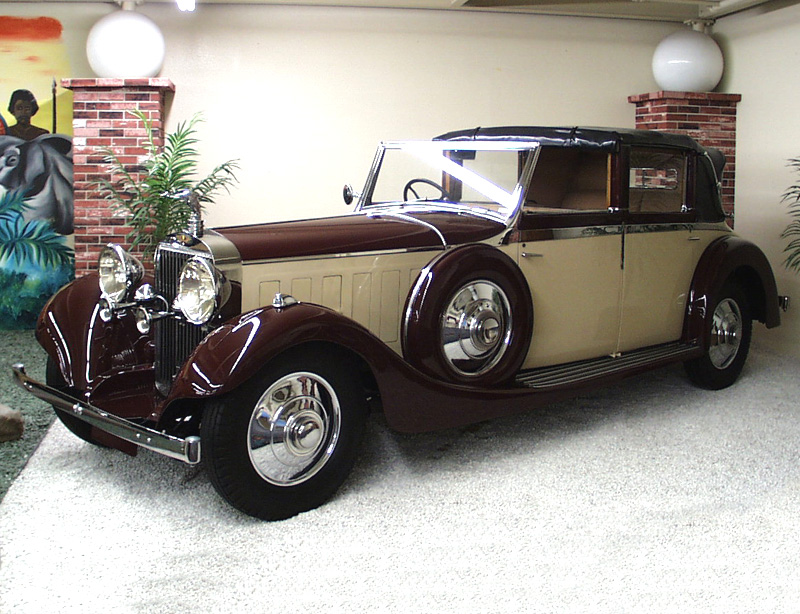
Berline Transformable de forme très réservée sur châssis Hispano-Suiza J12 (1935)

Jacques Saoutchik a élaboré plusieurs carrosseries pour les modèles J12 et K6, adoptant une approche relativement conservatrice afin de satisfaire les préférences traditionnelles de la clientèle. La plupart des J12 furent équipées de carrosseries représentatives telles que des limousines avec chauffeur, des landaulets ou des transformables. Une exception notable fut la création d'un cabriolet deux places avec un siège d'appoint, destiné à un industriel français, qui devint par la suite la propriété de Pablo Picasso. Dans les années 1970, ce modèle servit de prototype à une série lancée par le constructeur italien Rio.
En 2010, lors d'une vente aux enchères, un exemplaire du modèle Saoutchik Transformable, monté sur un châssis J12 datant de l'année 1936 et portant le numéro d'identification #28543 43, a été adjugé pour la somme de 1,54 million de dollars américains.
En 1935, une voiture décapotable d'une élégance remarquable vit le jour, élaborée sur la plateforme de la modeste Hispano-Suiza K6, véhicule qui demeura préservé dans l'histoire de l'automobile.

### Portes "Pantographe"
Dans les années 1930, Jacques Saoutchik développa un mécanisme novateur de charnière, qu'il nomma le "pantographe", en référence au dispositif de dessin éponyme. Ce système particulier de porte coulissante reposait sur des entretoises pour supporter et guider la porte. Lors de son ouverture, celle-ci se déplaçait d'abord latéralement, puis, une fois suffisamment éloignée du véhicule, elle s'inclinait vers l'avant ou l'arrière jusqu'à libérer complètement l'ouverture. La caractéristique distinctive de la porte "Pantographe" ne devenait apparente que lorsque la porte était fermée, grâce à la position inhabituelle de la poignée, alignée avec l'axe longitudinal du vantail de la porte.
Ce système fut rarement utilisé, avec seulement deux cabriolets connus l'ayant adopté, tous deux construits sur la base d'un châssis Delage D8-120 de 1939. L'un d'eux, destiné à l'Élysée, ne put être achevé avant le déclenchement de la guerre et ne fut livré qu'en 1945, devenant ainsi le premier véhicule gouvernemental du président Charles de Gaulle. Initialement peint en noir, conformément aux normes des véhicules gouvernementaux, il fut ultérieurement repeint en rouge-bronze, une pratique cohérente avec la tradition de Saoutchik, l'un des premiers carrossiers français à expérimenter les peintures métallisées. Aujourd'hui, cette voiture arbore une finition argentée sur fond noir.
Le cabriolet additionnel doté de portes "pantographes" ne semble plus subsister. Saoutchik l'a fabriqué sur le châssis du modèle Renault Suprastella à huit cylindres pour le futur général et héros de guerre Marie-Pierre Kœnig (1898-1970). Kœnig a assumé les fonctions de commandant de la Force française libre basée en Grande-Bretagne ainsi que des Forces françaises de l'intérieur (FFI), puis a été désigné gouverneur militaire de Paris. Après la conclusion des hostilités, il a simultanément occupé les postes de commandant en chef des troupes d'occupation françaises en Allemagne et de gouverneur militaire de la zone d'occupation française.

### Dubonnet Xénia (1938)

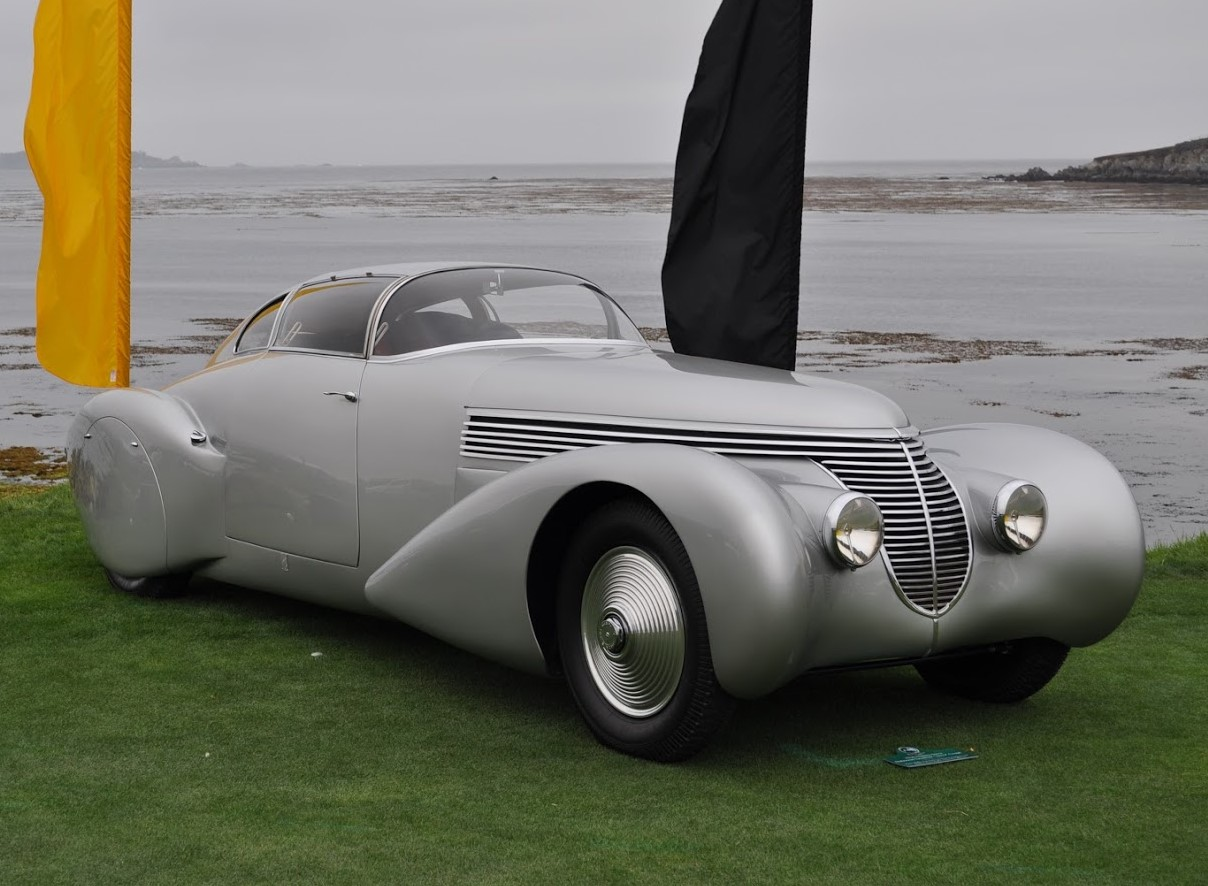
1938 Hispano-Suiza H6B Dubonnet Xénia

L'une des carrosseries les plus renommées conçues par Saoutchik à cette époque est la Dubonnet Xenia, réalisée en 1938. Ce véhicule expérimental fut utilisé par l'ingénieur et pilote de course André Dubonnet pour tester une évolution de sa suspension, connue sous le nom de Hyperflex Dubonnet. Le châssis de la Dubonnet Xenia était initialement celui d'une Hispano-Suiza H6 fabriquée en 1932, que Dubonnet avait acquise en 1934 et modifiée en conséquence. Par la suite, elle fut également équipée de freins hydrauliques.
De façon ironique, il convient de noter que le modèle "Xenia" ne peut être attribué à la conception de Saoutchik. En effet, les plans ont été élaborés par le designer et expert en aérodynamique, Jean Édouard Andreau. En raison de ses caractéristiques particulières, ce véhicule arbore une première version de pare-brise panoramique.

### Jaguar SS100 (1938)

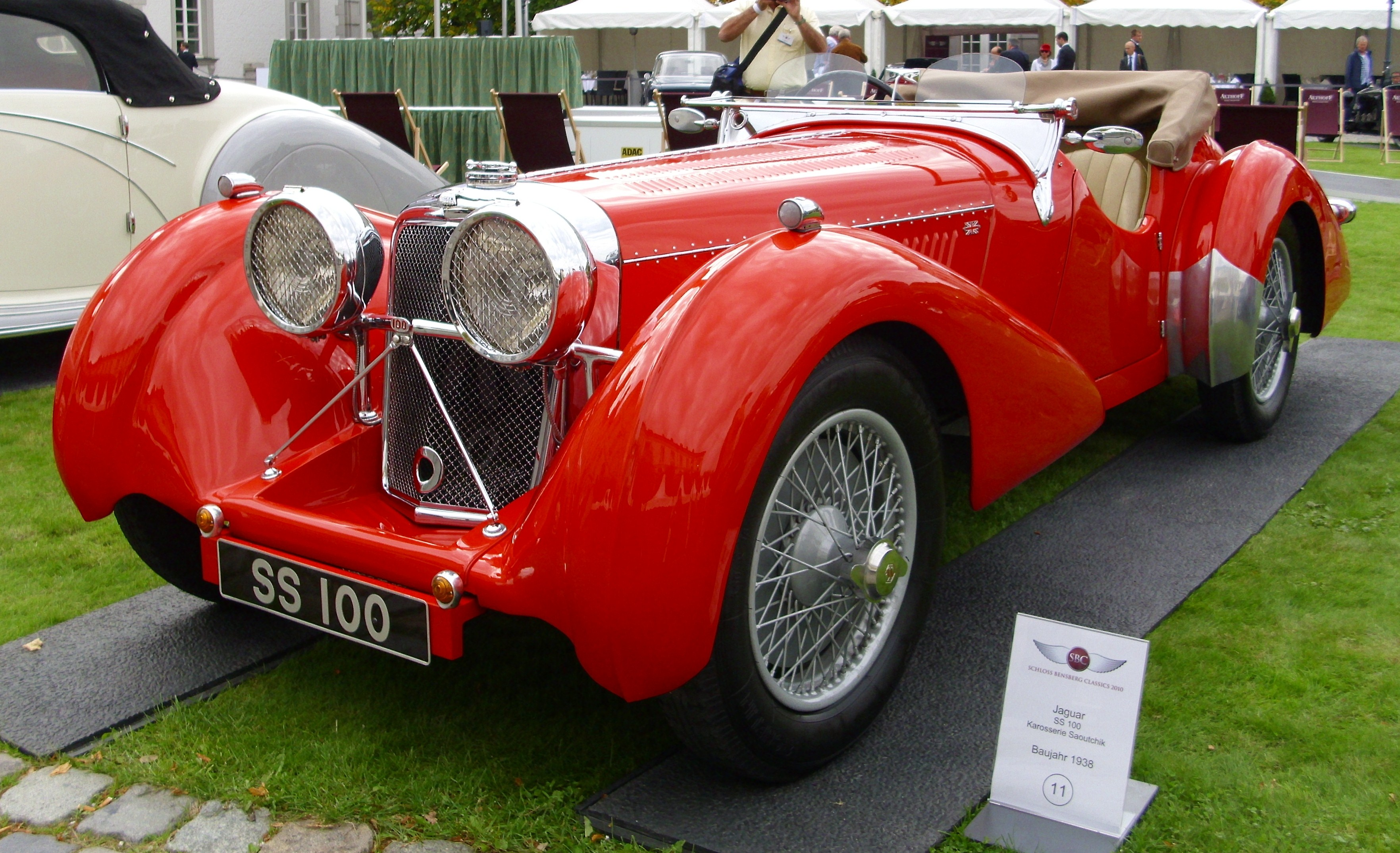
Jaguar SS100 Roadster Saoutchik (1938)

Dans le contexte de l'année 1938, un roadster plus traditionnel fut conçu sur la base du châssis de la Jaguar SS100. Durant la période s'étendant de 1938 à 1940, 190 exemplaires furent manufacturés avec un moteur de 2½ litres, tandis que seulement 118 unités furent équipées d'un moteur de 3½ litres. La majorité de ces véhicules furent équipés de la carrosserie d'usine de roadster, qui était à la fois réservée et fortement orientée vers le sport. Une pièce unique réalisée par Saoutchik, sur un premier châssis de 3½ litres (#39107), a préservé le capot, la calandre et les phares, avec leurs supports caractéristiques. Les larges ailes sont particulièrement remarquables et représentent un trait typique de ce modèle. L'arrière du véhicule est élégamment incurvé. La SS Jaguar partage certains éléments de conception avec la "Trossi-SSK". Tout comme cette dernière, la Jaguar Saoutchik apparaît également nettement plus imposante que le modèle original. Il est à noter que ce véhicule est encore existant à ce jour,.

### Bentley Mark V Cabriolet (1939-1940)
En 1940, Saoutchik se chargea de la carrosserie d'un des rares châssis Bentley Mark V (numéro MXT 3). Ce véhicule appartenait à la sœur du roi Farouk d'Égypte et était initialement destiné à être carrossé par le célèbre carrossier Binder. Cependant, il arriva chez Binder juste avant le déclenchement de la guerre. Par la suite, il fut dissimulé pendant un laps de temps afin d'éviter qu'il ne tombe entre les mains des forces allemandes. Les lignes esthétiques, très traditionnelles, laissent supposer qu'un dessin de Binder fut utilisé dans sa conception.

## Après la Seconde Guerre mondiale

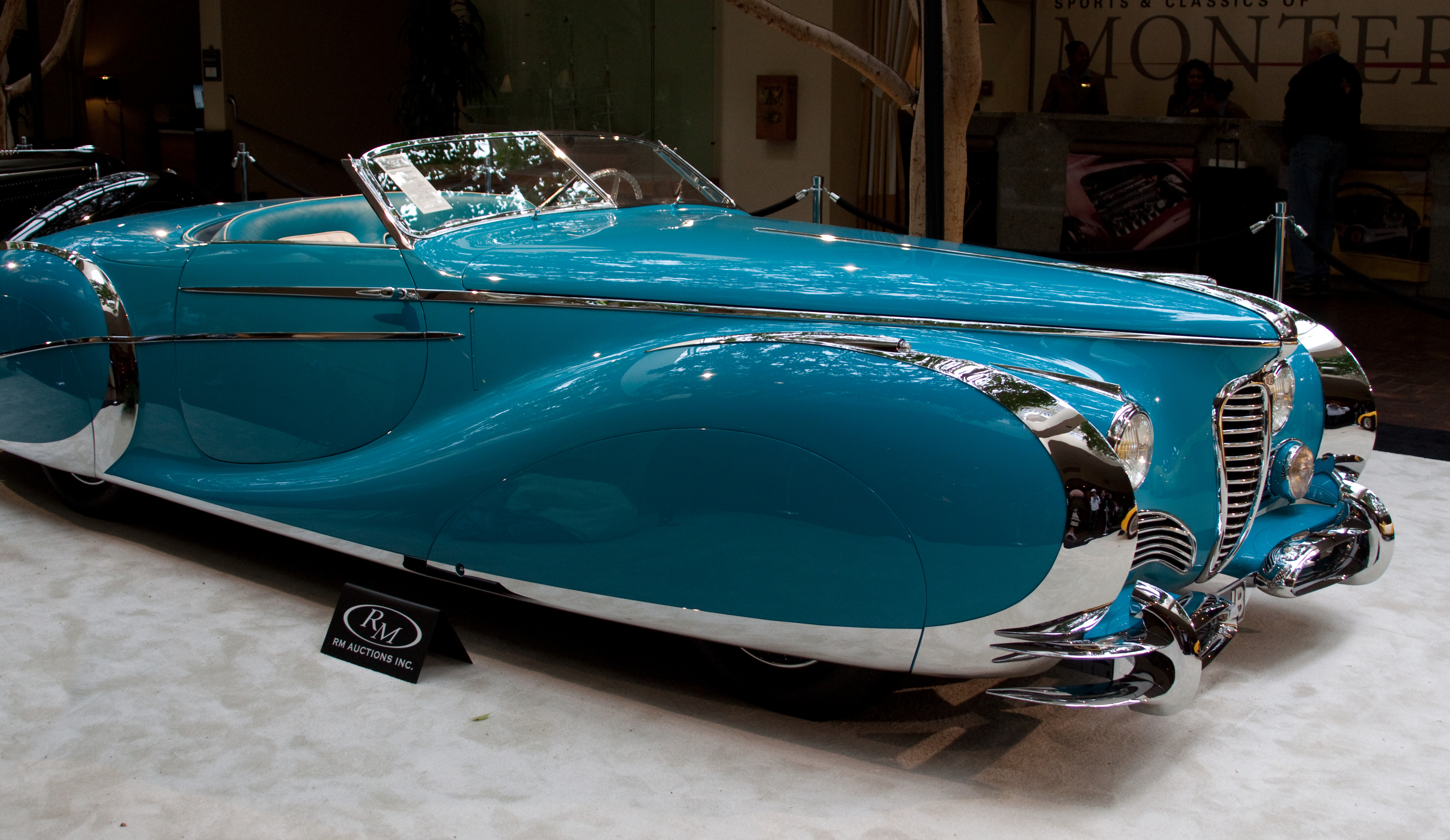
Roadster Delahaye 175S 1949 par Saoutchik

Après la conclusion de la Seconde Guerre mondiale, l'industrie automobile a progressivement connu un déclin, marqué par une transition vers la fabrication de carrosseries autoportantes par les constructeurs automobiles eux-mêmes. Pendant cette période, une rivalité a perduré entre les fabricants automobiles et Figoni & Falaschi, désormais accompagnés par les créations de Franay, Gurney-Nutting, Freestone et Webb, ainsi qu'un nouvel arrivant, Facel-Métallon. Ce dernier, émergeant rapidement, a établi sa propre identité avec la marque automobile, Facel Vega.
La diminution du marché et le besoin d'attirer l'attention des clients ont conduit les fabricants de carrosseries à adopter des designs plus exubérants. Ces véhicules étaient moins pratiques, leur poids accru rendant même les voitures de sport lentes et gourmandes en carburant, tandis que les ailes et les pare-chocs surdimensionnés mettaient à rude épreuve l'essieu avant, compliquant la direction, surtout sans assistance électrique. Parallèlement, le centre de gravité des véhicules s'est déplacé vers l'avant, nuisant à la traction des véhicules à propulsion arrière. De plus, l'installation de carrosseries volumineuses a affecté le rayon de braquage, rendant la conduite plus lourde. Face à ces contraintes, de moins en moins de clients étaient disposés à dépenser des sommes considérables pour ces extravagances. Les difficultés de l'après-guerre n'étaient guère favorables à l'exhibition ostentatoire au volant de telles voitures. Sur le marché français de Saoutchik, l'introduction par le gouvernement de Gaulle d'une taxe de luxe très élevée a précipité le déclin de nombreuses marques automobiles et contraint les fabricants de carrosseries à se retirer de ce secteur.

### Cadillac Série 62

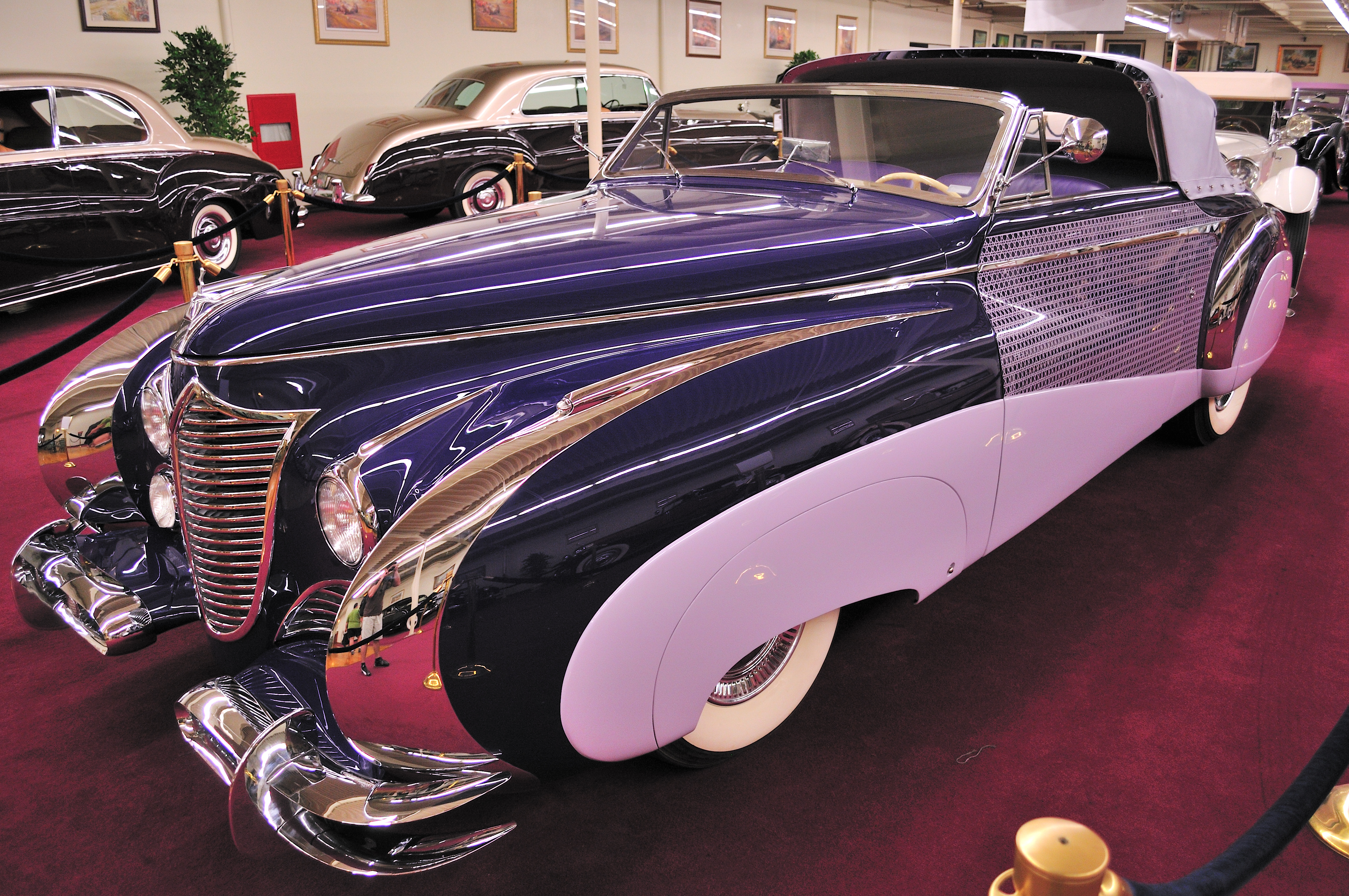
Cadillac Série 62 cabriolet trois positions Saoutchik (1948)

Saoutchik fut le concepteur d'une Cadillac (#46237307) singulière, réalisée en 1948 sous la forme d'un décapotable d'une extravagance remarquable. La configuration cabriolet de cet automobile se distingue par des lignes évoquant celles caractéristiques des créations de Saoutchik pour les Delage et Delahaye. L'ensemble est agrémenté d'ornements plus opulents que jamais : de larges bandes chromées parcourent les arches des roues, tandis que l'acacia surplombant les portières constitue un élément stylistique déjà exploité dans la conception automobile. Le motif du masque de radiateur s'inspire d'un bouclier. Cette voiture demeure présente à ce jour, ayant été adjugée pour la somme de 649 000 $ lors de ventes aux enchères en 2006 et 2010.

### Talbot-Lago

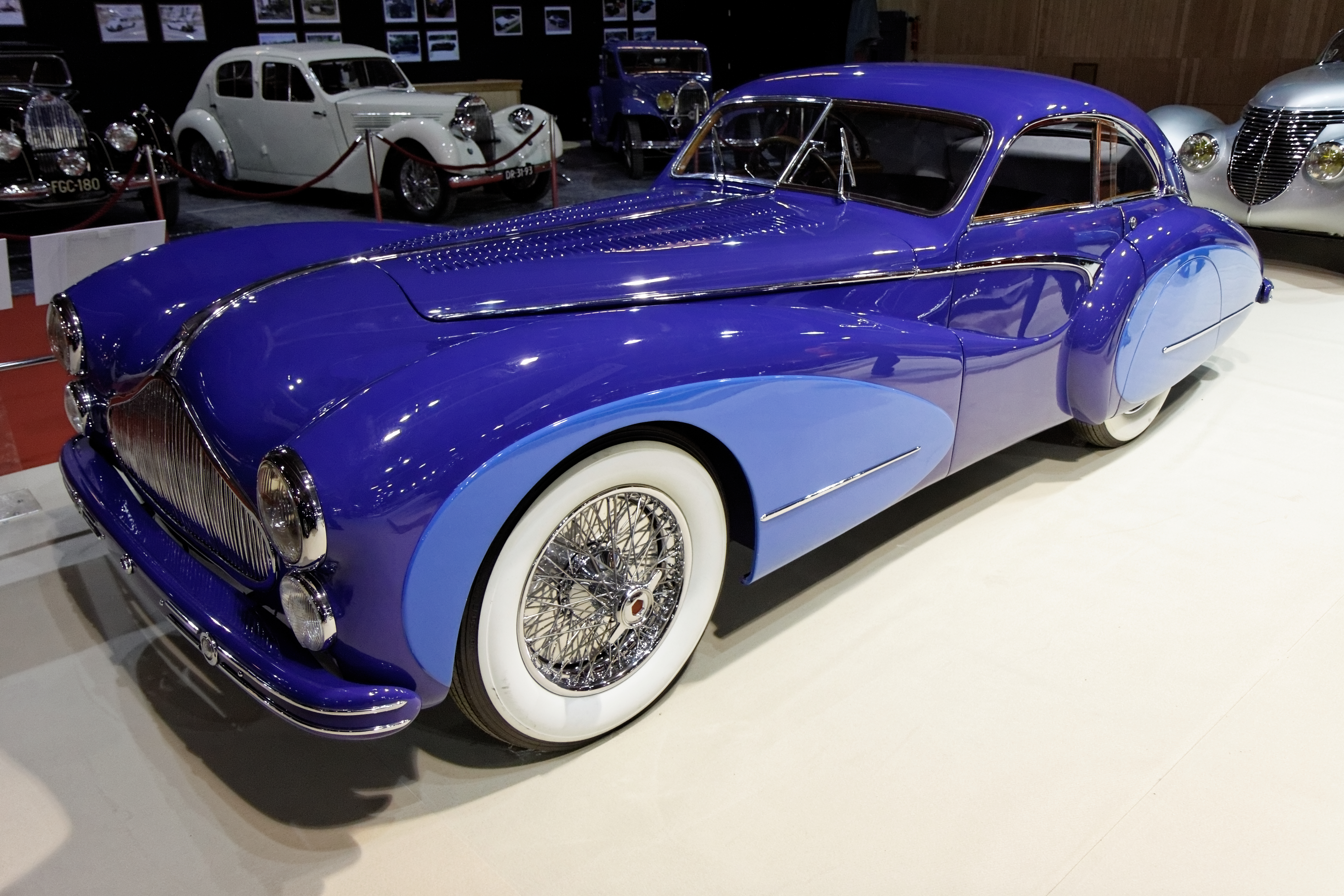
Talbot Lago Type 26 Grand Sport Coupé de Saoutchik (1947)

Après qu'Antonio Lago eut séparé l'usine de Suresnes du groupe britannique Sunbeam-Talbot-Darracq (STD) en 1932 pour la sauver de la faillite imminente, une réorganisation s'ensuivit, caractérisée par une gamme de produits plus ciblée, des modèles davantage axés sur le sport, et un engagement dans les courses automobiles. Dans un souci de maîtrise des coûts, ces engagements compétitifs impliquaient des véhicules étroitement dérivés de la production en série. Les véhicules Talbot-Lago se distinguèrent par leur robustesse et leur vélocité, équipés initialement de moteurs six cylindres de 2,7 à 3 litres, dotés de soupapes en tête (OHV) et de chambres de combustion hémisphériques.
Parmi les versions les plus puissantes figurait la Type 26 Grand Sport, équipée d'un moteur de quatre litres développant près de 200 chevaux. Les châssis de la marque devinrent rapidement prisés par des carrossiers réputés tels que Saoutchik, Figoni & Falaschi et Chapron. Ces derniers produisirent des cabriolets et des coupés d'une élégance remarquable, avec Figoni & Falaschi développant un style caractéristique, notamment avec leur célèbre modèle en forme de goutte d'eau, introduisant ainsi un langage stylistique novateur. Les créations de Saoutchik, quant à elles, se situèrent entre ces deux écoles, se distinguant par leur grande élégance et leur accessibilité financière par rapport aux modèles Delahaye réputés pour leur coût élevé.
Après la cessation de la production des automobiles Bugatti, Delage et Delahaye, Talbot-Lago se retrouva temporairement comme le dernier fabricant français de voitures de sport haut de gamme, dans une gamme de prix comparable à celle des voitures Bentley.

### Delahaye Type 235
Lorsque Delahaye chercha à renforcer sa présence sur le marché du luxe avec le modèle Type 235, une évolution du prestigieux Type 135, divers carrossiers encore actifs présentèrent leurs propositions pour ce châssis. Parmi ceux-ci figuraient Antem, Chapron, Figoni & Falaschi, ainsi que Saoutchik, qui soumirent leurs conceptions.
La transition vers la modernité dans le domaine de l'automobile se manifeste à travers diverses évolutions stylistiques, notamment par le biais d'un cabriolet sportif datant de 1951, dont la silhouette conservait une élégance caractéristique, perceptible notamment à travers sa ligne d'aile distincte. En 1953, un modèle de coupé émergea, dépourvu de montant central, préfigurant ainsi les tendances envisagées par Paul Saoutchik, qui avait récemment repris les rênes de l'entreprise familiale. Cette création, bien que moins radicale dans sa conception, esquissait une forme qui aurait pu être qualifiée de hardtop ou de faux-cabriolet. Elle se distinguait par une poupe allongée adoptant une configuration fastback, soulignée par une arête effilée implicite et une généreuse utilisation de surfaces vitrées. Cette esthétique, marquée par une ligne d'ailes distinctive, trouvait également écho dans les modèles contemporains produits par des marques telles que BMW et Buick.

Toutefois, il convient de noter que le paysage du marché a subi des transformations significatives, entraînant un désintérêt généralisé pour les véhicules fabriqués artisanalement, lesquels sont souvent assortis de coûts prohibitifs. De manière objective, il est observé que des alternatives modernes et plus abordables sont disponibles, offrant une puissance nettement supérieure à celle des Grandes Routières. Ces dernières, ayant déjà atteint la phase finale de leur développement, se retrouvent ainsi en déclin dans le contexte actuel.

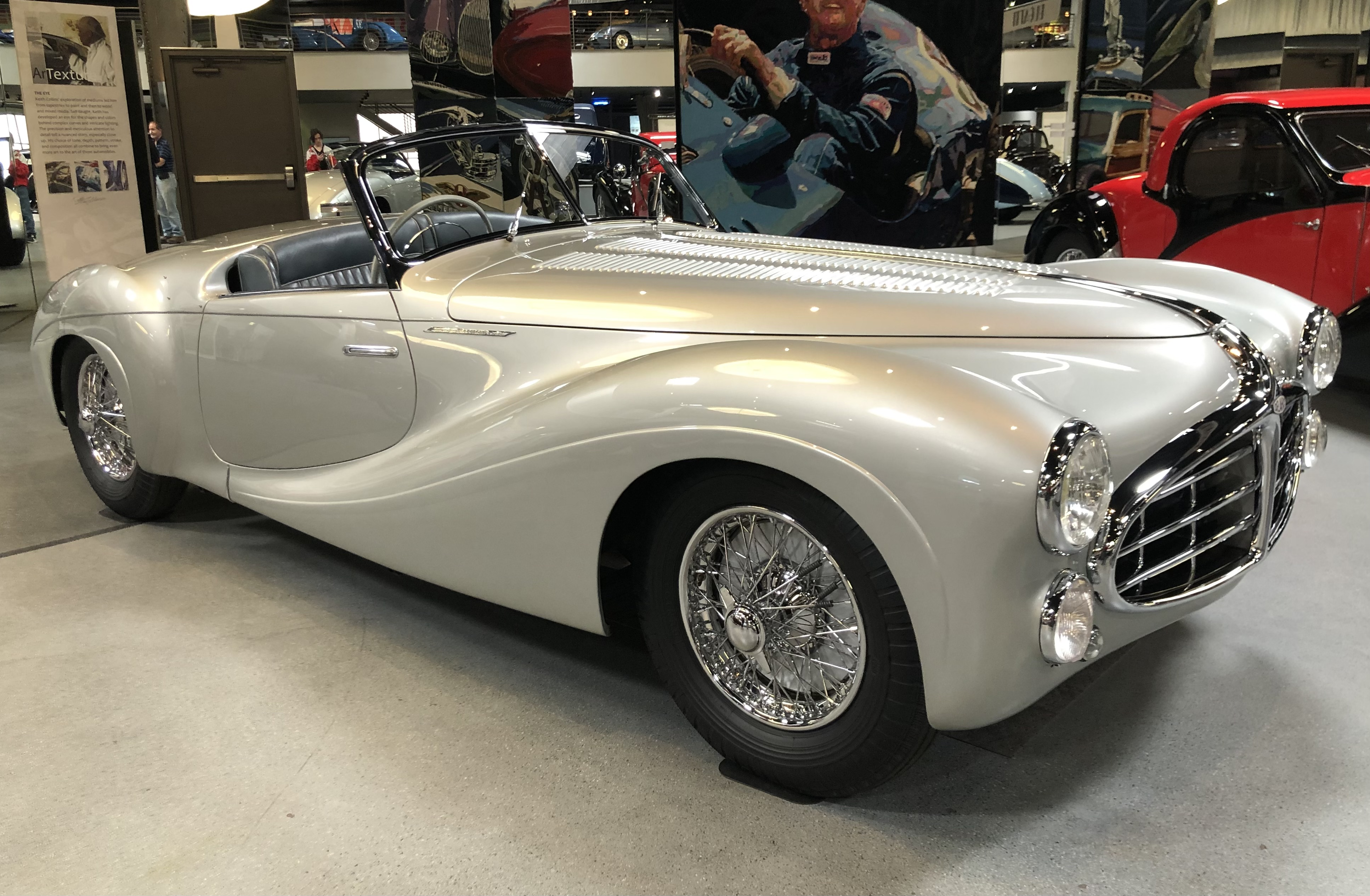
Delahaye Type 235Cabriolet Saoutchik (1951)
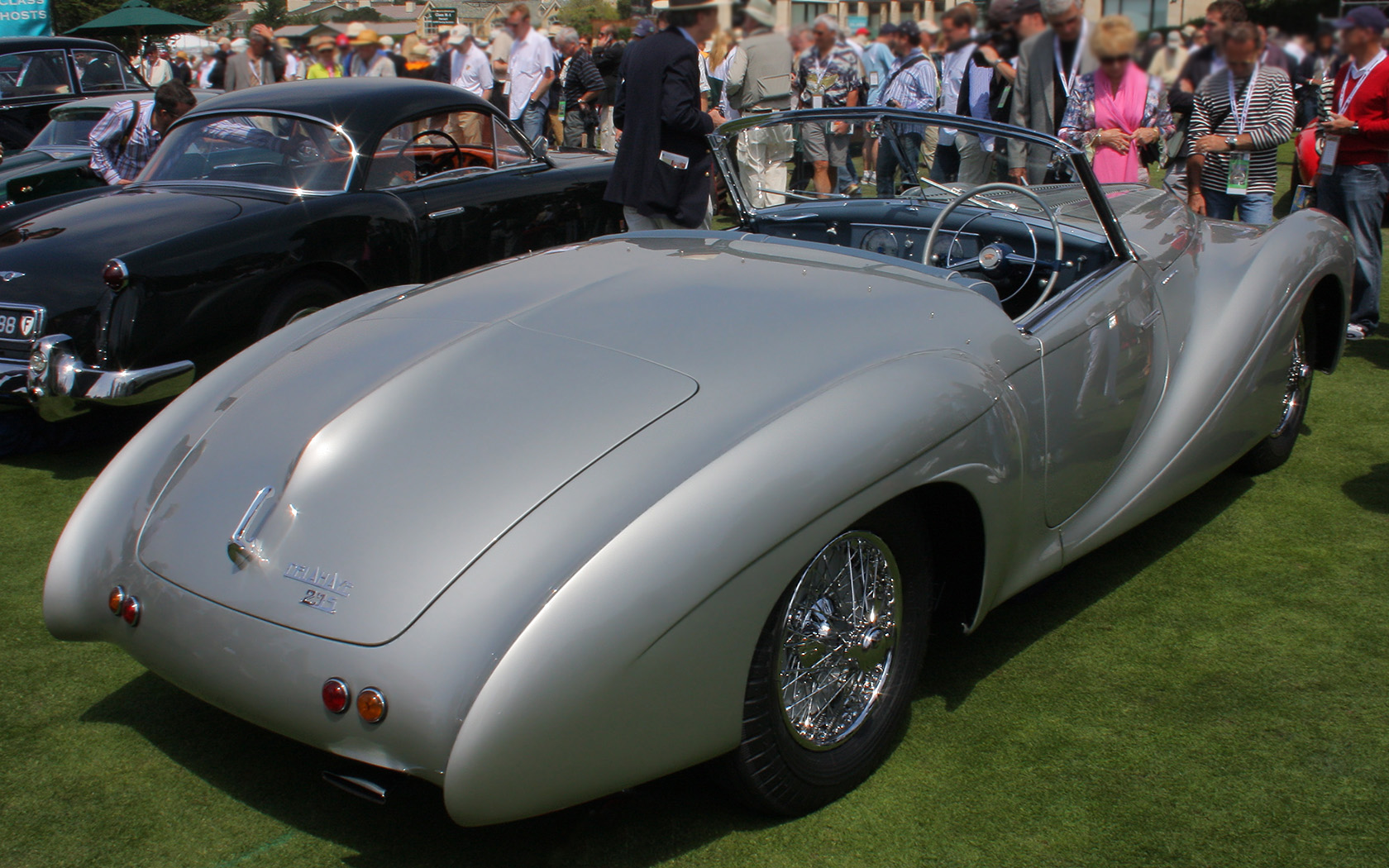
Delahaye Type 235 Cabriolet Saoutchik (1951) (arrière)
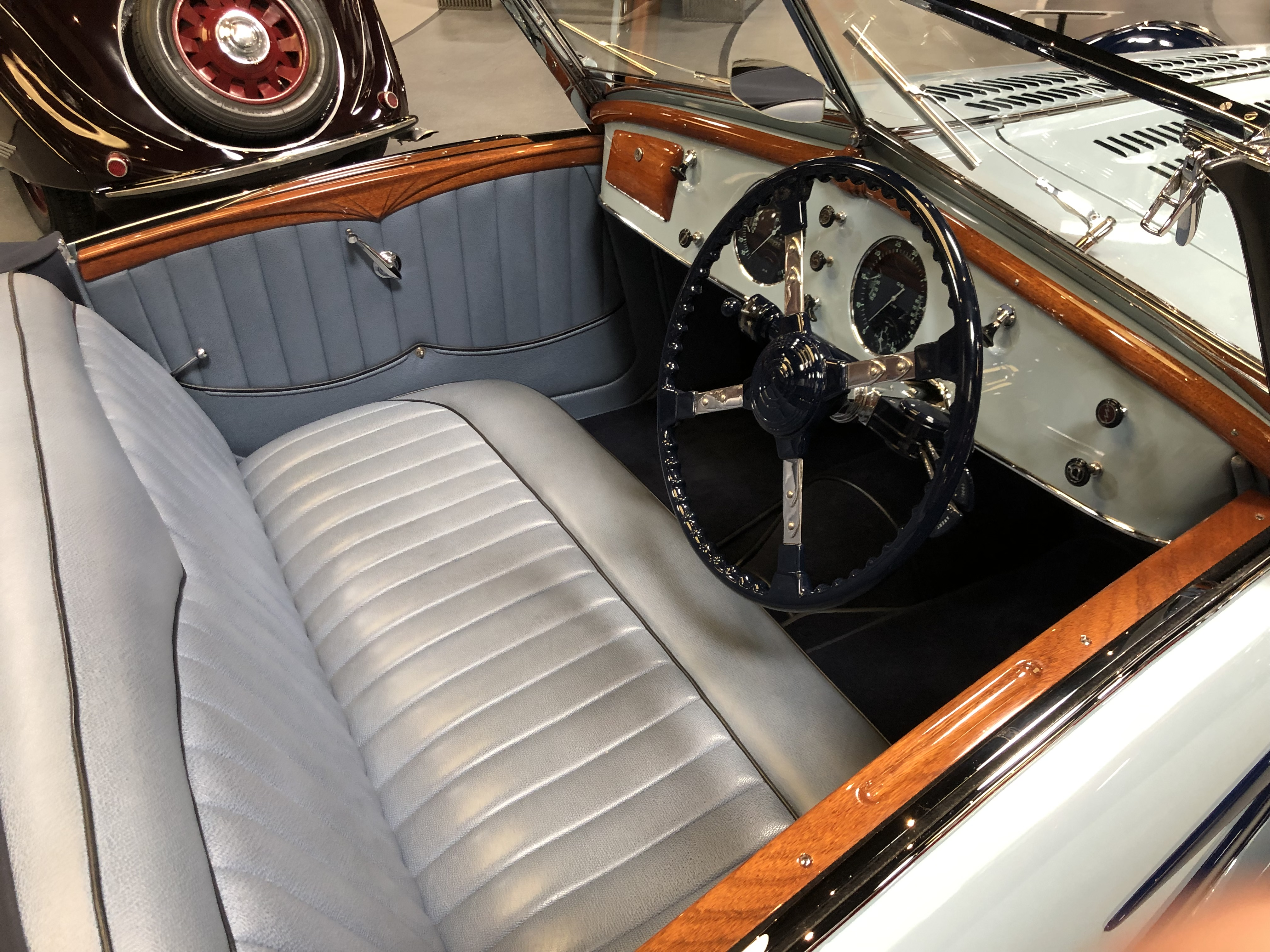
Intérieur Delahaye Type 235 Cabriolet Saoutchik
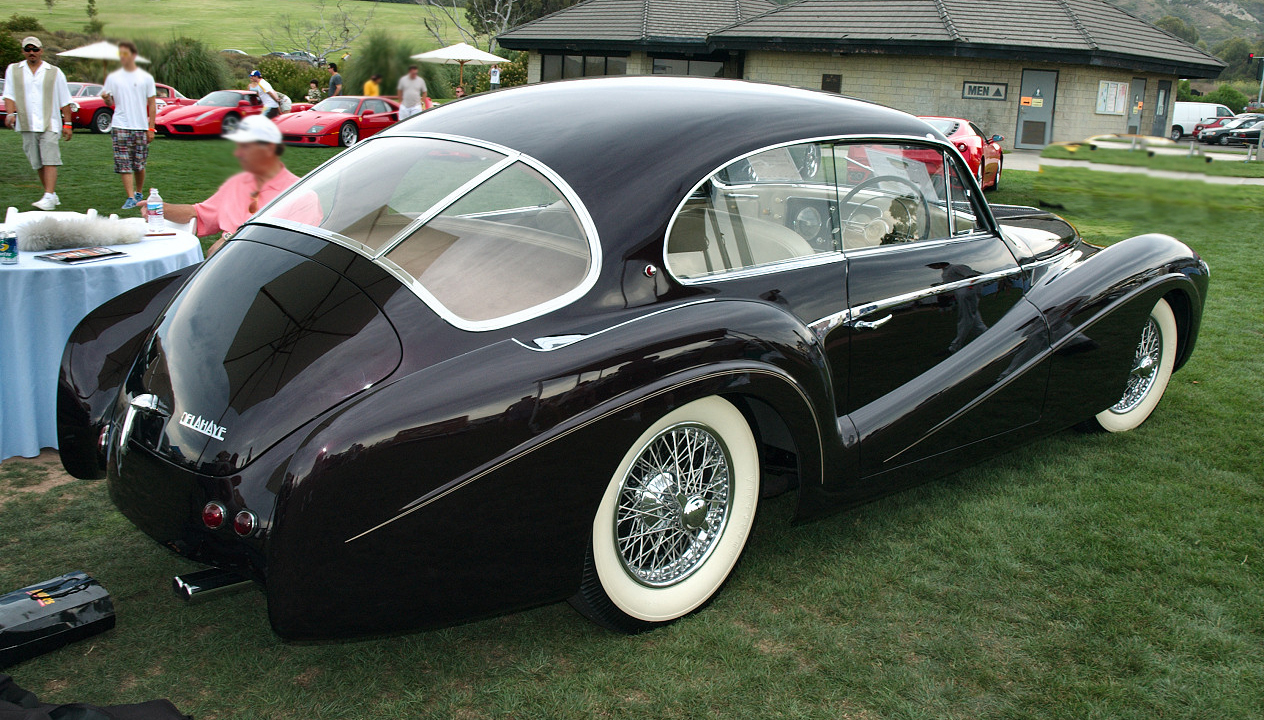
Conception radicale sur une Delahaye Type 235, peut-être par Paul Saoutchik (1953)

### Pégaso Z-102
En l'année 1938, la fabrication des automobiles Hispano-Suiza en France fut interrompue, alors qu'elle se maintenait en Espagne. Après la guerre, le général Franco nationalisa cette division, qui prit le nom d'ENASA (Empresa Nacional Autocamiones Sociedad Anónima). Dans un premier temps, la production automobile fut suspendue et l'entreprise se consacra exclusivement aux véhicules utilitaires, commercialisés sous la marque Pegaso.

Pegaso s'est momentanément aventuré dans la création de véhicules de sport hautement performants avec la Z-102, produite de 1951 à 1957. Durant cette période, pas plus d'une centaine d'exemplaires ont été fabriqués. La plupart ont été revêtus de carrosseries par la Carroceria Serra à Barcelone, la Carrozzeria Touring et Saoutchik. Chaque voiture présente des particularités individuelles, notamment avec Saoutchik qui a produit une diversité de styles de carrosserie pour cette plate-forme.

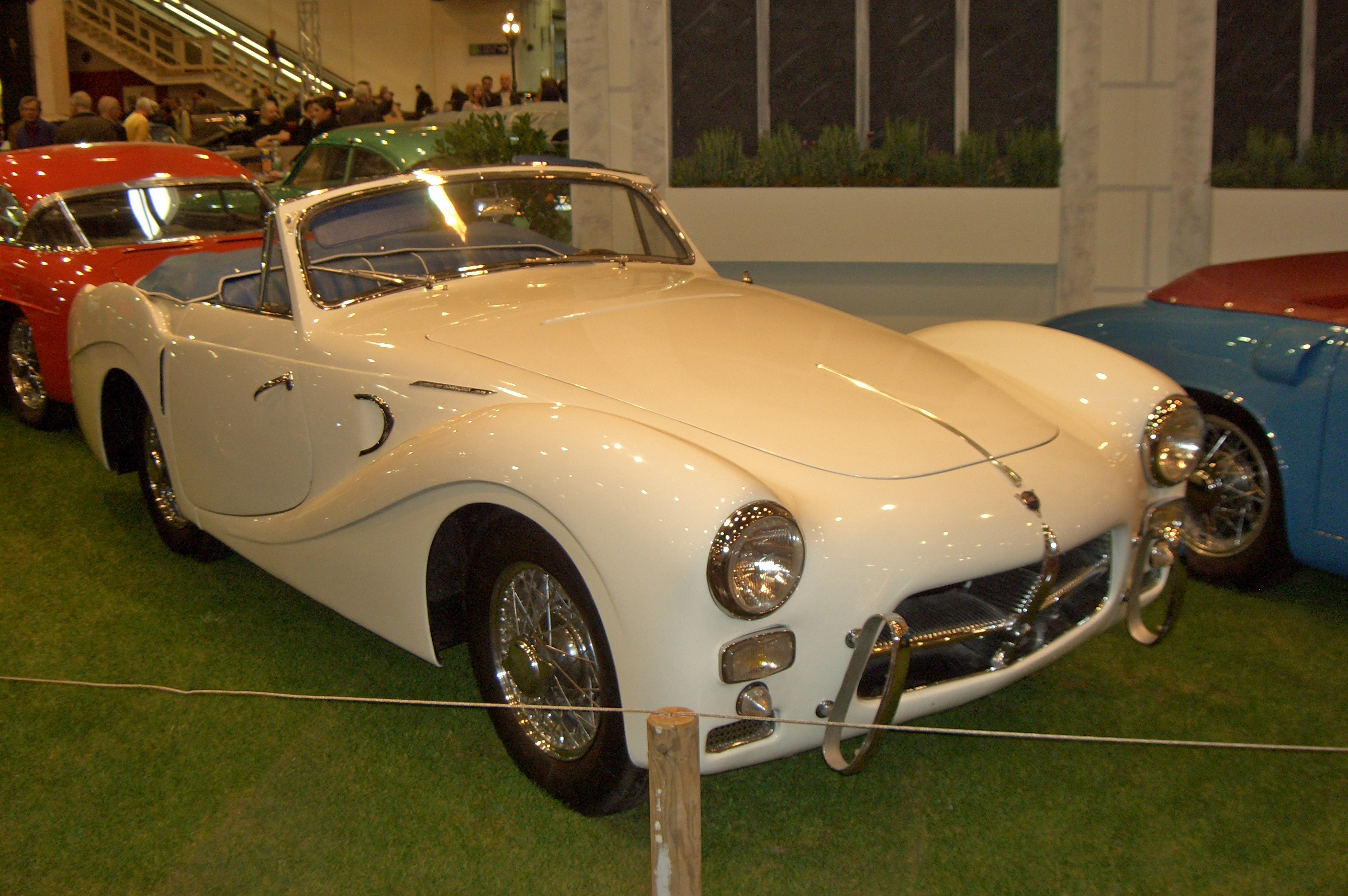
Un des premiers Pegaso Z-102 Spyder de Saoutchik
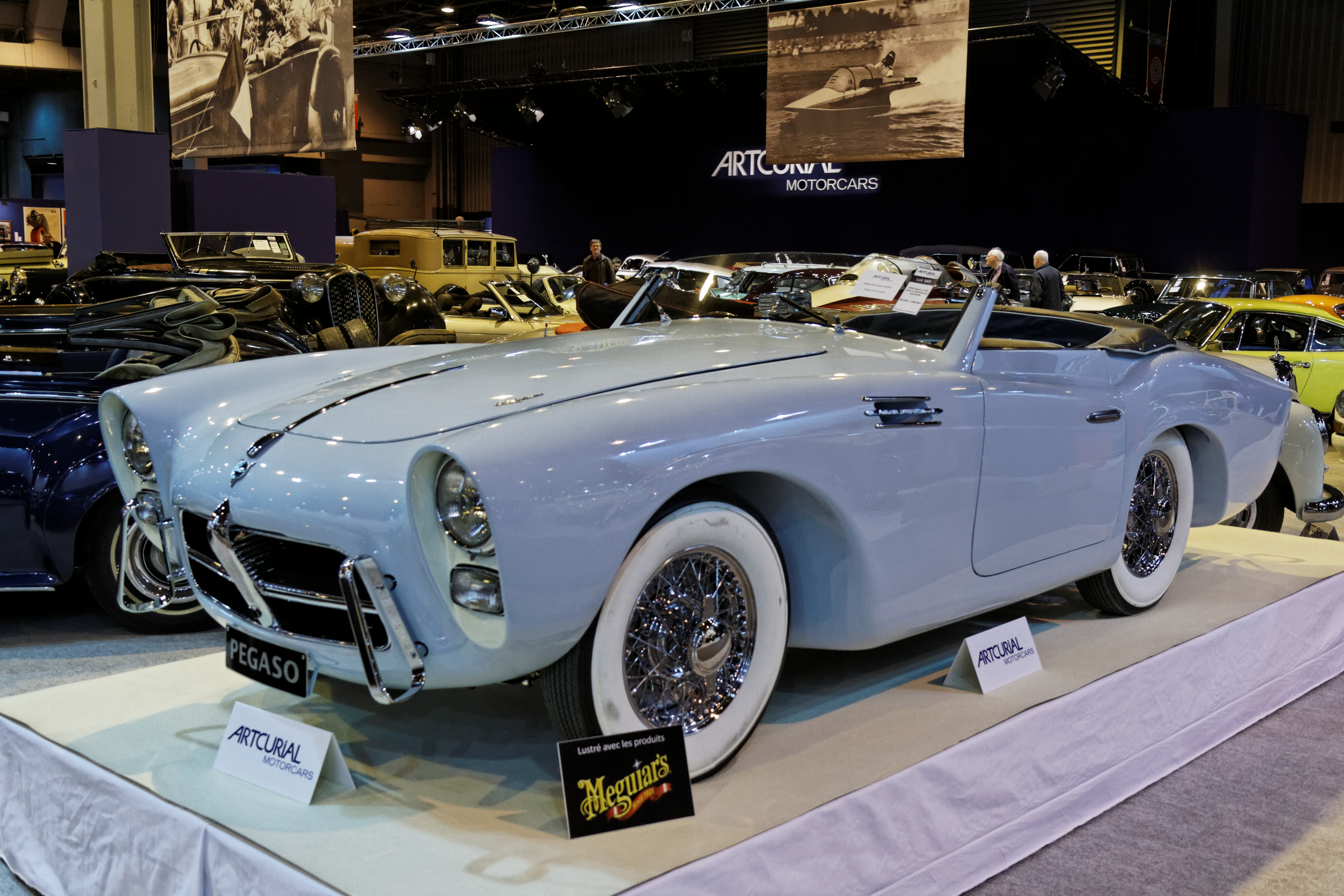
1954 Pegaso Z-102 Série II Spyder par Saoutchik
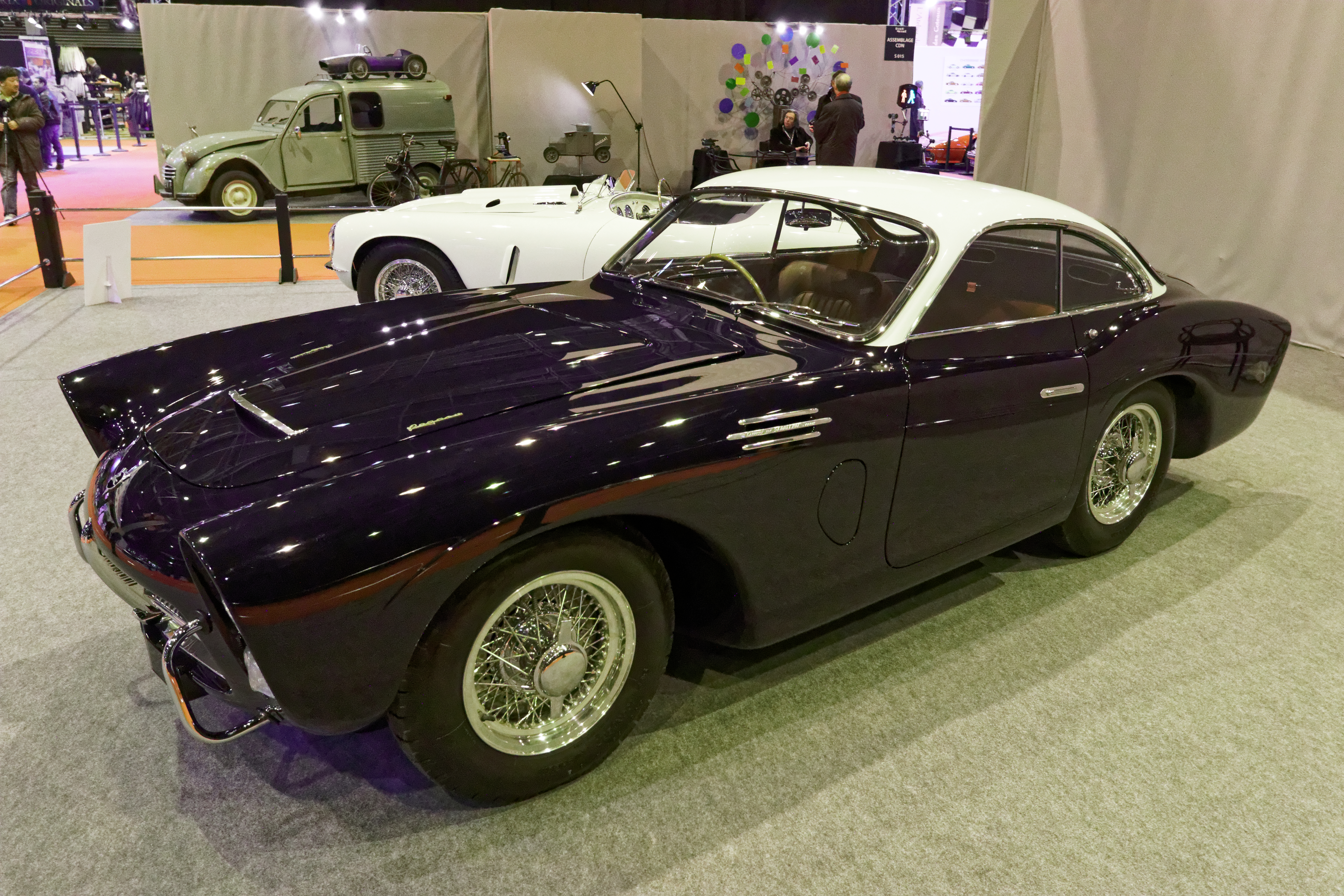
Coupé Pegazo Z-102 1954 par Saoutchik

## Paul Saoutchik
En 1952, Paul Saoutchik, fils de Jacques, assuma la direction de l'entreprise familiale. Toutefois, il se trouva contraint, tel son prédécesseur, de se soumettre aux exigences de l'époque. En effet, après le conflit mondial, une frange restreinte de la clientèle disposait des ressources financières nécessaires à l'acquisition de carrosseries personnalisées pour leurs véhicules. Ainsi, en l'an 1955, la société Saoutchik fut contrainte de mettre un terme à ses activités.

## Liste des châssis connus avec carrosseries Saoutchik
- Austin A125
- Bentley Mark VI
- Bucciali TAV 3, TAV 8, TAV 30
- Bugatti Type 57
- Cadillac Sixty Two
- Charron 15CV
- Chenard-Walcker Aigle 8
- Delage (multiple models, including D8-120)
- Delahaye Type 134, Type 135, Type 175, Type 235
- Delaunay-Belleville 18CV
- Duesenberg Model J
- Farman 40CV
- Graham 97
- Hispano-Suiza H6, K6 and J12
- Hotchkiss Antheor, 2050, AM2
- Hupmobile
- Isotta Fraschini Tipo 8A
- Jaguar SS100
- Lorraine-Dietrich (multiple models)
- Matford 13CV
- Maybach Zeppelin (DS7, DS8)
- Mercedes 24/100/140 PS (Typ K) and Mercedes-Benz 630S, W06 (S, SS, SSK), W29 (500K)
- Minerva Type AK
- Panhard & Levassor (multiple models)
- Pegaso Z-102
- Pic-Pic
- Renault 40CV, Reinastella, Nervastella, Suprastella
- Rolls-Royce 40/50 hp "Silver Ghost" (1913, # 2442), Phantom II Cabriolet de Ville ("Transformable", 1930, #68GN)[13], Silver Wraith Sedanca (1947, #WTA45)
- Salmson S4, Randonnée
- Sizaire Frères 12CV
- Talbot Lago T26, T150, "Grand Sport"
- Voisin C1, C3L, C14,